# Молекулярные кольца Борромео

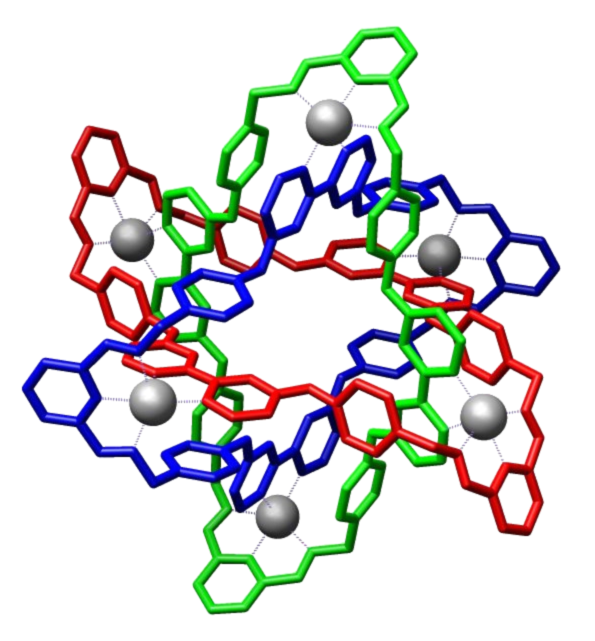
Кристаллическая структура молекулярных колец Борромео, приведённая Стодартом (Stoddart) в журнале «Science», 2004, том 304, с.1308-1312.

Молекулярные кольца Борромео – это интересное и важное понятие в химии и физике. Они названы в честь итальянского герцога Борромео и представляют собой систему из трех взаимосвязанных колец, где каждое кольцо связано с двумя другими, так что невозможно разделить их без разрыва хотя бы одного кольца.
Молекулярные кольца Борромео — реализация колец Борромео в виде молекулярного соединения. Состоит из трёх сцепленных циклических молекул, разрушение каждой из которых приводит к разъединению двух других. В 1997 году биолог Ченде Мао (Chengde Mao) с соавторами из Нью-Йоркского университета успешно сконструировали кольца из ДНК. В 2003 году химик Фрейзер Стоддарт с соавторами из Калифорнийского университета, использовали комплексные соединения для построения набора колец из 18 компонентов за одну операцию.